# Je connais personne
 (mai 2025).
Pour plus de détails, voir Fiche technique et Distribution.
Je connais personne est un documentaire à l'initiative de Maxime Delauney, écrit par Hugo Guillochin et réalisé par François Dourlen.

## Synopsis
Estèphe est un jeune homme de 22 ans originaire de Coutances en Normandie qui nourrit depuis son enfance une passion ardente pour le cinéma. Cependant, peut-on aspirer à de si grands rêves lorsqu'on a grandi loin des feux des projecteurs, sans aucun contact dans l'industrie du cinéma et après avoir échoué aux portes d'une prestigieuse école de cinéma ?
Animé par une détermination sans faille et des rencontres opportunes, il se lance dans une quête pour réaliser son ambition.

## Fiche technique
- Titre : Je connais personne
- Réalisation : François Dourlen
- Auteur : Hugo Guillochin
- Musique : Alexis Rault
- Montage : François Dourlen
- Production : Mathieu Ageron, Maxime Delauney, Romain Rousseau
- Société de production : Nolita
- Pays de production :  France
- Langue originale : français
- Genre : documentaire
- Durée : 52 minutes
- Date de sortie au cinéma : 24 novembre 2022 (Festival des Egaluantes)
- Dates de début de diffusion :
  - France TV Slash : 30 avril 2023
  - France 3 Normandie : mai 2023
- DVD : éditions L'Harmattan 2024

## Distribution
par ordre d'apparition
- Estèphe Lesaulnier : protagoniste
- Charlotte Gainsbourg : actrice, réalisatrice
- Louis Becker : réalisateur, producteur
- Jean-Paul Rouve : acteur
- Clément Cotentin : réalisateur
- Yoann Sanson : patron de la SNSM de Goury
- Pio Marmaï : acteur
- Thibault Bru : assistant chef électro
- Frédéric Grandclère : chef décorateur
- Luc Martinage : directeur de production
- Audrey Le Pennec : attachée de presse
- Fabrice Éboué : acteur, réalisateur
- Lucien Jean-Baptiste : acteur
- Dominique Besnehard : producteur
- Marie Gillain : actrice
- Louis Mikulic : chef machiniste
- Robin Gaillard : machiniste
- Patrick Leger : mécanicien du canot SNSM de Barfleur
- Franck Dubosc : acteur, réalisateur

## Autour du film
Le parcours du jeune le conduit sur le tournage de deux films français : Tempête sur un hippodrome près du Mont-Saint-Michel et Les Cadors tourné également dans la Manche.